# Bo Carpelan
El baró Bo Gustaf Bertelsson Carpelan (Hèlsinki, 25 d'octubre de 1926 – Espoo, 11 de febrer 2011) fou un poeta i escriptor finlandès, membre de la família de la noblesa finlandesa dels Carpelan. El 1946 va publicar el seu primer llibre de pomes i va obtenir el doctorat el 1960. Carpelan, que escrivia en suec, va compondre nombrosos reculls poètics, així com novel·les i narrativa breu. Va morir de càncer l'11 de febrer de 2011.
El 1977 va guanyar Premi de Literatura del Consell Nòrdic amb l'obra I de mörka rummen, i de ljusa. El 1997 va guanyar el Premi Nòrdic de l'Acadèmia Sueca, conegut com el petit Nobel. Ha estat l'única persona que ha obtingut el Premi Finlàndia dues vegades. El 2006 també va guanyar el Premi Europeu per a la Literatura. El músic Aulis Sallinen li va musicar el poema L'hivern és dur.